# Ariodant
Ariodant ist eine Opéra-comique (Originalbezeichnung: drame mêlée de musique) in drei Akten des französischen Komponisten Étienne-Nicolas Méhul. Das Libretto stammt von François-Benoît Hoffman und basiert auf dem fünften und sechsten Gesang des Versepos Orlando furioso (Der rasende Roland) von Ludovico Ariosto. Die Uraufführung fand am 11. Oktober 1799 in der Salle Favart der Opéra-Comique in Paris statt. Der Komponist widtmete dieses Werk seinem Freund und Kollegen Luigi Cherubini.

## Handlung

### Erster Akt
Ina, die Tochter des schottischen Königs Edgard liebt den Ritter Ariodant. Othon, der sich vergeblich um die Gunst der Königstochter bemüht hatte, verbündet sich mit Dalinde, einer Zofe Inas. Beide planen eine Verschwörung gegen diese. Ariodant und Othon, die beiden Rivalen um die Gunst Inas stehen unmittelbar vor einem Kampf, als die Glocke zum Festmahl an der Tafel des Königs ruft.

### Zweiter Akt
Um Mitternacht soll das Duell zwischen Ariodant und Othon stattfinden. Lurcain, Inas Bruder, und vier Ritter verstecken sich, um den Kampf zu beobachten. Dabei wollen sie besonders auf den schurkischen Othon achten und verhindern, dass dieser zu unfairen Mitteln greift. Othon denkt aber gar nicht daran zu kämpfen. Er erscheint und erzählt Othon, dass er längst der Geliebte Inas sei. Dalinde verkleidet sich als Ina und erscheint auf dem Balkon und bestätigt Othons Behauptung. Ariodant ist entsetzt und Lurcain und sein Vater König Edgard verhaften Ina wegen Unkeuschheit.

### Dritter Akt
Kurz vor dem Prozess gegen Ina bietet ihr Othon einen Handel an. Sie soll ihn heiraten und er würde die angebliche Untreue mit einer schon lange bestehenden Ehe begründen. Ina lehnt ab. Othons Komplizen melden ihm, sie hätten Dalinde, beseitigt, da sie ihnen nicht zuverlässig genug erschien. Nun beginnt der Prozess gegen Ina. Es stellt sich aber im Verlauf der Verhandlung heraus, dass die Angeklagte nicht Ina, sondern die wiederum verkleidete Dalinde ist. Diese wurde als die Schergen Othons ihren Mordplan ausführen wollten von Ariodant gerettet und offenbart nun dem Gericht die Wahrheit über Othons Verschwörung. Somit klärt sich am Ende der Oper alles auf. Die Bösen werden bestraft, die Gerechtigkeit hat gesiegt und das verliebte Paar kann heiraten.

## Gestaltung
Die Oper besitzt, wie in der Opéra-comique üblich, gesprochene Dialoge. Eine Neuerung Méhuls ist, dass diese hier durch Brückenpassagen mit den umgebenden Musiknummern verbunden sind. Im Gartenfest des zweiten Akts gibt es vier Tänze.
Musikalisch benutzt der Komponist auch Motivzitate, die sich durch das gesamte Werk ziehen. Damit nimmt er das Prinzip des Leitmotivs vorweg, auch wenn dieser Begriff erst später geprägt wurde.

### Orchester
Die Orchesterbesetzung der Oper enthält die folgenden Instrumente:
- Holzbläser: zwei Flöten (auch Piccolo), zwei Oboen, zwei Klarinetten, zwei Fagotte
- Blechbläser: vier Hörner, zwei Trompeten, Posaune
- Pauken
- Harfe
- Streicher

## Weitere Anmerkungen
Den Stoff verarbeitete im selben Jahr auch Henri Montan Berton in seiner Oper Montano et Stéphanie. Méhul widmete die Oper seinem Freund Luigi Cherubini im Gegenzug für dessen ihm selbst gewidmete Médée.
Bei der Uraufführung am 11. Oktober 1799 in der ersten Salle Favart der Opéra-Comique sangen Jean Baptiste Sauveur Gavaudan (Ariodant), Philippe (Othon), Jeannette Phillis (Dalinde) und Marie-Aimable Armand (Ina). Die Oper kam ebenso wie Bertons Konkurrenzoper bei der Uraufführung gut beim Publikum an. Es gab 38 Aufführungen und eine Wiederaufnahme im Januar des nächsten Jahres.
Weitere Produktionen gab es 1802 in Lüttich, 1803 in Brüssel und Moskau (russische Fassung von Dmitri Weljaschew-Wolynzwe), 1804 (deutsche Fassung von Joseph von Seyfried mit Ergänzungen von Ignaz von Seyfried), 1808 in Stockholm (schwedische Fassung von Carl Gustav Nordforss) und 1806 in Berlin mit Dekorationen von Karl Friedrich Schinkel.
Die Oper gehört zu den besten Werken des Komponisten. Sie gilt als ein Frühwerk der Romantik und hatte Einfluss auf romantische Werke deutscher Komponisten wie beispielsweise Carl Maria von Webers Euryanthe. Richard Wagner nutzte die Leitmotive in seiner Oper Lohengrin auf eine ähnliche Weise wie Méhul in Ariodant. Im Pariser Konservatorium wurden einige Stücke noch lange für Übungen und Konzerte verwendet.
Aufführungen in jüngerer Zeit sind nicht belegt. Von der Ouvertüre gibt es eine CD-Einspielung aus dem Jahr 2002 mit dem Orchester der Bretagne unter der Leitung von Sanderling. Auf dieser CD sind neben dieser Ouvertüre auch noch verschiedene andere Opernouvertüren von Méhul zu hören. Außerdem gibt es eine Aufnahme aus dem Jahr 2011 mit der Sopranistin Véronique Gens. Diese singt eine Arie Inas aus dem zweiten Akt der Oper. Es spielt das Barockensemble Les Talens Lyriques unter der Leitung von Christophe Rousset. Zu hören ist dieses Lied auf dem Album Tragédiennes 3.

## Digitalisate
- Ariodant: Noten und Audiodateien im International Music Score Library Project
- Partitur, Paris 1818. Digitalisat bei Gallica
- Libretto (französisch), Paris 1801. Digitalisat bei Gallica
- Ariodan. Libretto (deutsch), Wien 1804. Digitalisat der Library of Congress. Übersetzung: Joseph von Seyfried